# Йейтс, Уильям Батлер
Уи́льям Ба́тлер Йейтс (англ. William Butler Yeats; 13 июня 1865, Сандимаунт — 28 января 1939, Ментона) — ирландский англоязычный писатель, поэт, драматург, выдающийся деятель западноевропейской литературы XX в. В годы расцвета своего творчества стал движущей силой ирландского литературного возрождения и был одним из столпов писательского истеблишмента в родной стране, члены которого содействовали основанию первого ирландского национального «Театра Аббатства». В более поздние годы занимал пост сенатора от Ирландского свободного государства.
Протестант англо-ирландского происхождения, Йейтс родился в столичном районе Сандимаунт, провёл детские годы в графстве Слайго, а образование получал в Дублине и Лондоне. Начал интересоваться поэзией с раннего возраста, когда увлёкся ирландским фольклором и оккультизмом. Эти темы неизменно фигурируют на первом этапе его творчества, который начался примерно со студенческих лет до начала XX века. Первый сборник стихов поэта был опубликован в 1889 году, в стиле его стихосложения демонстрируется дань уважения таким писателям как Эдмунд Спенсер, Перси Шелли, а также творчеству прерафаэлитов.
С 1900 года его поэзия стала более реалистичной и политизированной. В этот период Йейтс в основном отошёл от трансцендентальных убеждений своей юности, хотя по-прежнему был озабочен некоторыми элементами, такими как циклические теории жизни общества. Он стал ведущим драматургом Ирландского национального театра в 1894 году и продвигал молодых поэтов, таких как Эзра Паунд. Уильям Йейтс был удостоен Нобелевской премии по литературе в 1923 году.

## Биография
Отец поэта, Джон Батлер Йейтс, получил юридическое образование, но, когда сыну было два года, решительно порвал с адвокатским миром и отправился в Лондон изучать живопись. Он становится портретистом. Младший брат Уильяма — известный ирландский художник Джек Батлер Йейтс. В 1880 году Йейтсы вернулись в Ирландию и поселились в пригороде Дублина. В Дублине Уильям Йейтс окончил школу и с одобрения отца поступил в художественное училище.
Уильям Йейтс рано начал писать стихи, и его талант был замечен довольно быстро. Среди поэтов, благосклонно отнёсшихся к его раннему творчеству, можно назвать Уильяма Хенли, Джерарда Хопкинса, Уильяма Морриса и Оскара Уайльда.
В 1885 году Йейтс познакомился с Джоном О’Лири, членом ирландского тайного общества «фениев», после многолетнего заключения и изгнания вернувшимся в Дублин. Под влиянием нового знакомого Йейтс начинает писать стихи и статьи в патриотическом ключе, в его поэтике появляются многочисленные образы древнеирландской кельтской культуры.
Также рано проявился интерес Йейтса к оккультизму. Ещё в художественной школе он познакомился с Джорджем Расселом, впоследствии известным поэтом и оккультистом, писавшим под псевдонимом А. Е. Они и ещё несколько человек основали Герметическое общество для изучения магии и восточных религий под председательством Йейтса. В середине 1880-х годов он ненадолго присоединился к Теософскому обществу, но вскоре разочаровался в нём.
30 января 1889 года Йейтс познакомился с Мод Гонн, которая стала его любовью на долгое время. Она была деятельным участником движения Ирландии за независимость и вовлекла Йейтса в политическую борьбу. Не оставлял Йейтс и своего увлечения оккультными дисциплинами, так, в 1890 году он вступил в Орден Золотой зари, основанный незадолго до этого его знакомым Макгрегором Мазерсом.
В 1899 году вышел стихотворный сборник Йейтса «Ветер в камышах», по мнению критики, главное достижение раннего этапа его творчества. Образный ряд поэзии Йейтса в это время насыщен персонажами кельтской мифологии и фольклора. Йейтс получает репутацию певца «кельтских сумерек», времени упадка национальной культуры Ирландии, ищущего силы лишь в возрождении забытого наследия прошлого.
Начало XX века ознаменовалось повышенным интересом Йейтса к театру. Он принимает активное участие в работе первого ирландского национального театра под названием «Театр Аббатства», чьим многолетним директором он вскоре становится. Йейтс пишет несколько пьес, на стилистику которых заметное влияние оказал японский театр но. В это же время Йейтс знакомится с начинающим тогда поэтом-модернистом Эзрой Паундом, оказавшим определённое влияние на стилистику Йейтса.
Весной 1917 года Йейтс приобрёл свою знаменитую «башню», много раз упомянутую в его позднем творчестве как символ традиционных ценностей и духовного развития. Это был участок земли с усадьбой и заброшенной нормандской сторожевой башней, находящийся в ирландском графстве Голуэй. Он приложил много сил для того, чтобы сделать из этого полуразрушенного сооружения своё родовое гнездо. Ведь осенью того же 1917 года он наконец женится. Брак с двадцатипятилетней Джорджи Хайд-Лиз был удачным, у пары родилось двое детей: сын и дочь. Писатель вместе с семьёй жил в усадьбе в течение десяти лет с 1919 года. После 1929 года семья Йейтсов покинула жилище и башня снова оказалась заброшенной, пока в 1965 году её заново не открыли уже как мемориал и центр наследия писателя.
В 1923 году Йейтсу присуждена Нобелевская премия по литературе.
Йейтс не оставлял своего увлечения оккультизмом. В 1925 году издан плод его многолетних размышлений на тему — книга «Видение», в которой он связывает этапы развития человеческого духа с фазами Луны. В более зрелом возрасте Йейтс переживает второе рождение как поэт, и выпускает два стихотворных сборника, являющихся вершиной его творческого развития — это «Башня» (1928) и «Винтовая лестница» (1933).
Умер в отеле в Ментоне, Франция в 1939. Похоронен в коммуне Рокбрюн-Кап-Мартен; в 1948 его прах был перевезён в Ирландию кораблём ВМС Ирландии «Маха» и перезахоронен в небольшой деревушке Драмклифф, на берегу залива Слайго. Во время переноса останков на борт судна в церемонии прощания участвовал почётный караул из французских альпийских стрелков: ранее Франция не отдавала воинские почести ни одному гражданскому лицу.

## Творчество
Ранние произведения Йейтса проникнуты мотивами кельтского фольклора и характеризуются неоромантическим стилем, заметно влияние оккультизма. Ряду произведений (в их числе пьеса «Кэтлин, дочь Холиэна») не чужды политически-национальные тенденции.
Его первое значительное произведение The Island of Statues («Остров статуй»), фантастическая поэма, которая никогда не печаталась повторно при жизни автора и не была включена в сборник стихов, так как, по мнению автора была чересчур длинной.
Первый сборник его стихов, «Странствия Ойсина» (The Wanderings of Oisin), вышел в 1889 году. Книга насыщена непонятными кельтскими названиями и необычными повторениями, а ритм стихов меняется во всех трёх разделах. Книга написана на основе ирландской мифологии, а также имеет влияние работ Сэмюеля Фергюсона и поэтов-прерафаэлитов. У Йейтса ушло два года для написания этой работы. Её темой является обращение от жизни созерцательной к жизни деятельной.

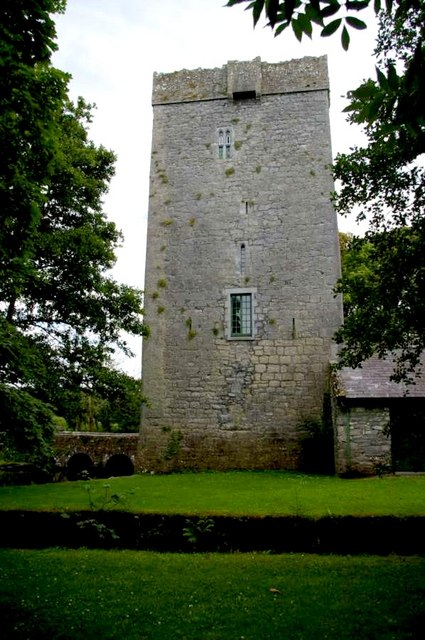
Túr Bhaile Uí Laí. Рыцарская башня XVI-го века была восстановлена Йейтсом на собственные средства

В том же году вышла его книга по фольклору Ирландии, «Волшебные и народные сказки», с примечаниями, составленными Йейтсом на основании его собственных исследований в западной Ирландии.
В этот период автор особенно увлекался поэтическими драмами, результатом стала написанная в стихах драма «Графиня Кэтлин» (The Countess Kathleen, 1892). Эта драма рассказывает о самопожертвовании ирландской графини ради спасения от голода крестьян.
В сборник «В семи лесах» (In the Seven Woods, 1903) вошли стихотворения, написанные главным образом на темы из ирландского эпоса. Примечательно, что начиная с этого сборника, прослеживается переход от напыщенных форм к более разговорному стилю.
Другие наиболее важные его сочинения:
- «Кельтские сумерки» (The Celtic Twilight, 1893), собрание статей об ирландском фольклоре;
- «Страна, желанная сердцу» (The Land of Hearts Desire), пьеса в стихах (1894);
- A Book of Irish Verses (1895), антология ирландских баллад;
- «Стихотворения» (Poems, 1895);
- «Тайная роза» (The Secret Rose, 1897), собрание сказок, оригинальных и переработанных из народных ирландских, написанных в высшей степени изящной прозой;
- «Ветер в камышах» (The Wind among the Reeds, 1899), поэма;
- The Shadowy waters (1900), поэма, позже переделанная в драму;
- Ideas of Good and Evil (1903), собрание статей;

Одно из самых знаменитых стихотворений Йейтса «Пасха 1916 года» посвящено Пасхальному восстанию, с рядом казнённых или изгнанных руководителей которого Йейтс был связан лично, и сопровождается рефреном: «Родилась ужасная красота» (A terrible beauty is born). Один из центральных мотивов его лирики — трагическая любовь к Мод Гонн, ирландской революционерке. После Первой мировой войны и гражданской войны в Ирландии Йейтс меняет поэтику; в его поздней лирике — трагические историософские и культурные образы, стилистика заметно усложняется.
В сборнике «Дикие лебеди в Куле» (The wild swans at Coole, 1919) автор сосредотачивает внимание на действенных людях, чья воля способна менять мир и проявлять их личность. Увлёкшись спиритизмом Йейтс пишет книгу «Видения» (Vision, 1925), в которой толкует исторические и психологические моменты с мистической точки зрения.
Йейтс писал в символистском стиле, используя непрямые символы и символистические структуры. Слова, которые использует Йейтс, помимо особенного значения представляют и абстрактные мысли, которые кажутся более важными. Использование им символов всегда носит физический характер, что представляет как прямое значение, так и другое, не материальное, вневременное понятие. В то время, когда модернисты использовали свободное стихосложение, Йейтс придерживался традиционных форм. К этому, среднему, периоду его творчества принадлежат Responsibilities и The Green Helmet.
Поэзия позднего периода носит более персональный характер, а в поэзии последних двадцати годов жизни упоминаются дети поэта и даже имеются размышления о его старении. Одной из поэм этого периода является The Circus Animals' Desertion.
Наиболее значительные сборники поэзии, начиная с 1910 года это The Green Helmet (1910) и Responsibilities (1914). Сборники «Башня» (The Tower, 1928), «Винтовая лестница» (The Winding Stair, 1929), и New Poems (1938) включают наиболее сильные образы в поэзии XX в., они отмечены высоким мастерством автора и его широкой фантазией.

## Издания на русском языке
- Йейтс У. Б. Избранные стихотворения лирические и повествовательные. — М.: Наука, 1995. — (Литературные памятники).
- Йейтс У. Б. Кельтские сумерки / Пер. В. Ю. Михайлина. — СПб.: ИНАПРЕСС, 1998. — 224 с. — (Цветы зла). — ISBN 5-87135-056-9.
- Йейтс У. Б. Роза и Башня — СПб.: Симпозиум, 1999. — 560 с. — ISBN 5-89091-074-4
- Йейтс У. Б. Роза алхимии. — М.: Изд-во ЭКСМО—Пресс, 2002. — 400 с. — (Антология мудрости). — ISBN 5-04-010271-2.
- Йейтс У. Б. Избранное / Пер. Г. М. Кружкова; на англ. языке с параллельным русским текстом. — М.: Радуга, 2001.
- Йейтс У. Б. Перепутья / Пер. И. Лосинского. — Одесса: Эвен, 2006. — 128 с. — ISBN 966-8169-25-5
- Йейтс У. Б. Плавание в Византию / Пер. Г. М. Кружкова. — СПб.: Азбука-классика, 2007.
- Йейтс У. Б. Винтовая лестница. — М.: Книжный клуб Книговек, 2012. — (Поэты в стихах и прозе).
- Йейтс У. Б. Избранное / Пер. Г. М. Кружкова. — М.: Эксмо, 2012. — (Золотая библиотека поэзии).
- Йейтс У. Б. Ястребиный источник / Г. М. Кружкова. — СПб.: Азбука-классика, 2014.
- Йейтс У. Б. Стихотворения / Пер. и сост. Г. М. Кружкова. — М.: Текст, 2015. — 445 с. — (Билингва). — ISBN 978-5-7516-1284-9.
- Йейтс У. Б. Стихотворения / Пер. Г. М. Кружкова. — М.: Эксмо, 2025. — 352 с. — ISBN 978-5-04-215632-8.

### Комментарии
1. ↑  Также транслитерируется как Йитс, Йетс, Ейтс;